# Ypthima microphthalma
Ypthima microphthalma är en fjärilsart som beskrevs av Forster 1948. Ypthima microphthalma ingår i släktet Ypthima och familjen praktfjärilar. Inga underarter finns listade i Catalogue of Life.